# Нязепетровское водохранилище
Нязепетровское водохранилище — создано на реке Уфа в 1976 году (начало строительства дамбы относится к 1969 году). Дамба находится в пределах Нязепетровска. При заполнении была затоплена территория вдоль реки Уфа и в нижнем течении реки Куказар. Высота зеркала водоёма над уровнем моря — 310 м.
Площадь зеркала — 24,2 км², длина около 10 км, максимальная ширина 700 м. Средняя глубина достигает 7,8 м, максимальная — 20 м. Полный объём составляет 0,153 км³, в том числе полезный — 0,138 км³. Дно водохранилища илистое, местами каменистое.
Из водохранилища по специальному водоводу пополняются воды реки Чусовой, таким образом осуществляется водоснабжение города Екатеринбурга, такое же планировалось и из недостроенного Верхне-Араслановского водохранилища. На южном берегу водохранилища действует минеральный источник. Перекачивание воды через водораздел с перепадом высоты в 400 м осуществляется по двум водоводам длиной 35 км каждый при помощи нескольких насосных станции из водозаборного сооружения с глубины 18 м в реку Западная Чусовая. Потребность работающих насосных станции в электроэнергии превышает потребность в ней всего Нязепетровского района. Нязепетровское водохранилище по статусу отнесено к водохранилищам федерального значения.
Водятся судак, лещ, окунь и другие виды пресноводных рыб, характерных для Среднего Урала. Проводится искусственное зарыбление карасём. Встречается и редкий для Челябинской области, обыкновенный таймень (лат. Hucho taimen), включённый в Красную книгу Челябинской области и Красную книгу России, как и орлан-белохвост (лат. Haliaeetus albicilla) гнездящийся на водохранилище.
Нязепетровское водохранилище не следует путать с городским прудом на реке Нязя, расположенном тоже в пределах города Нязепетровска.

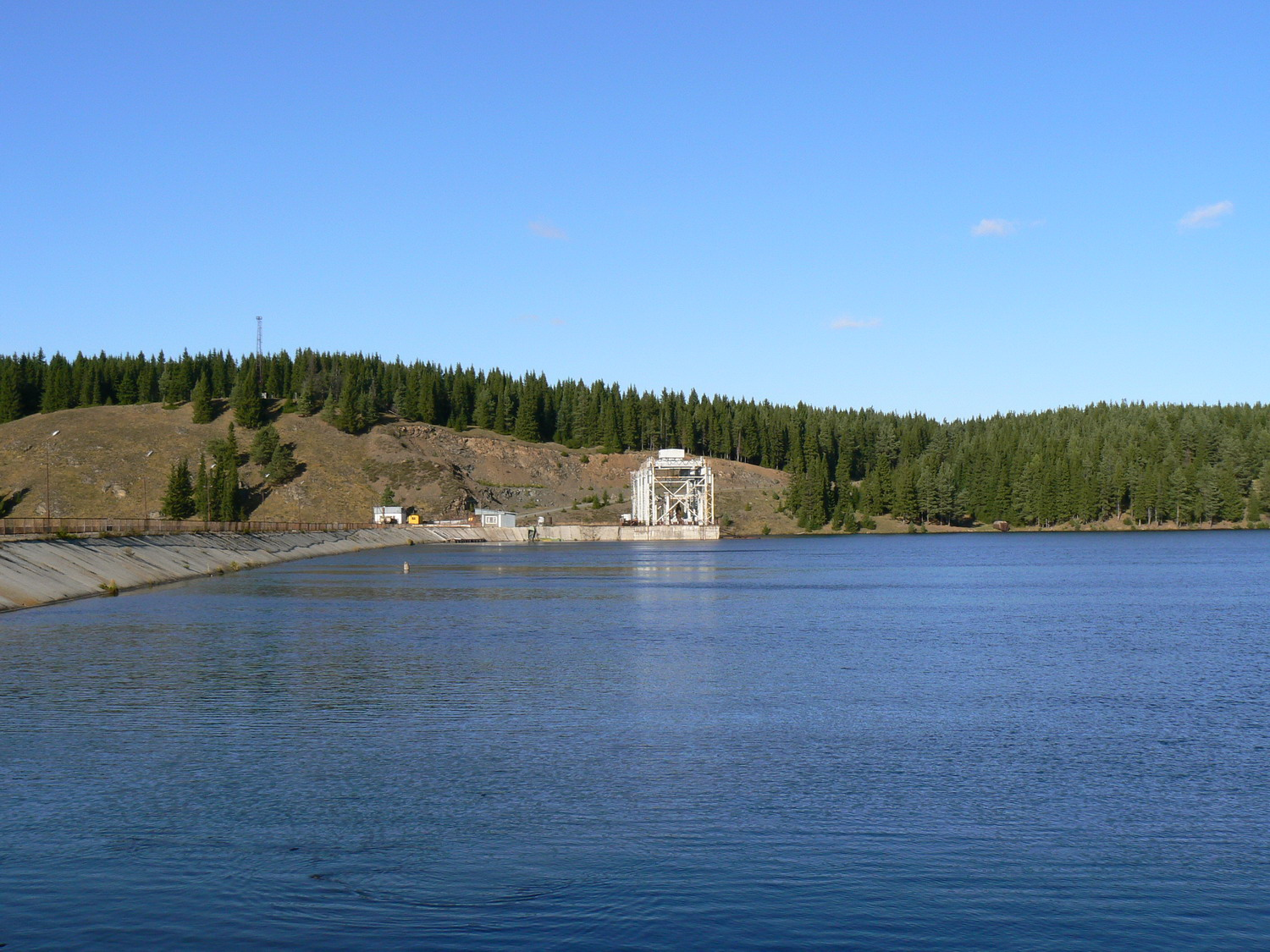
Нязепетровское водохранилище на Уфе — источник водоснабжения г. Екатеринбурга
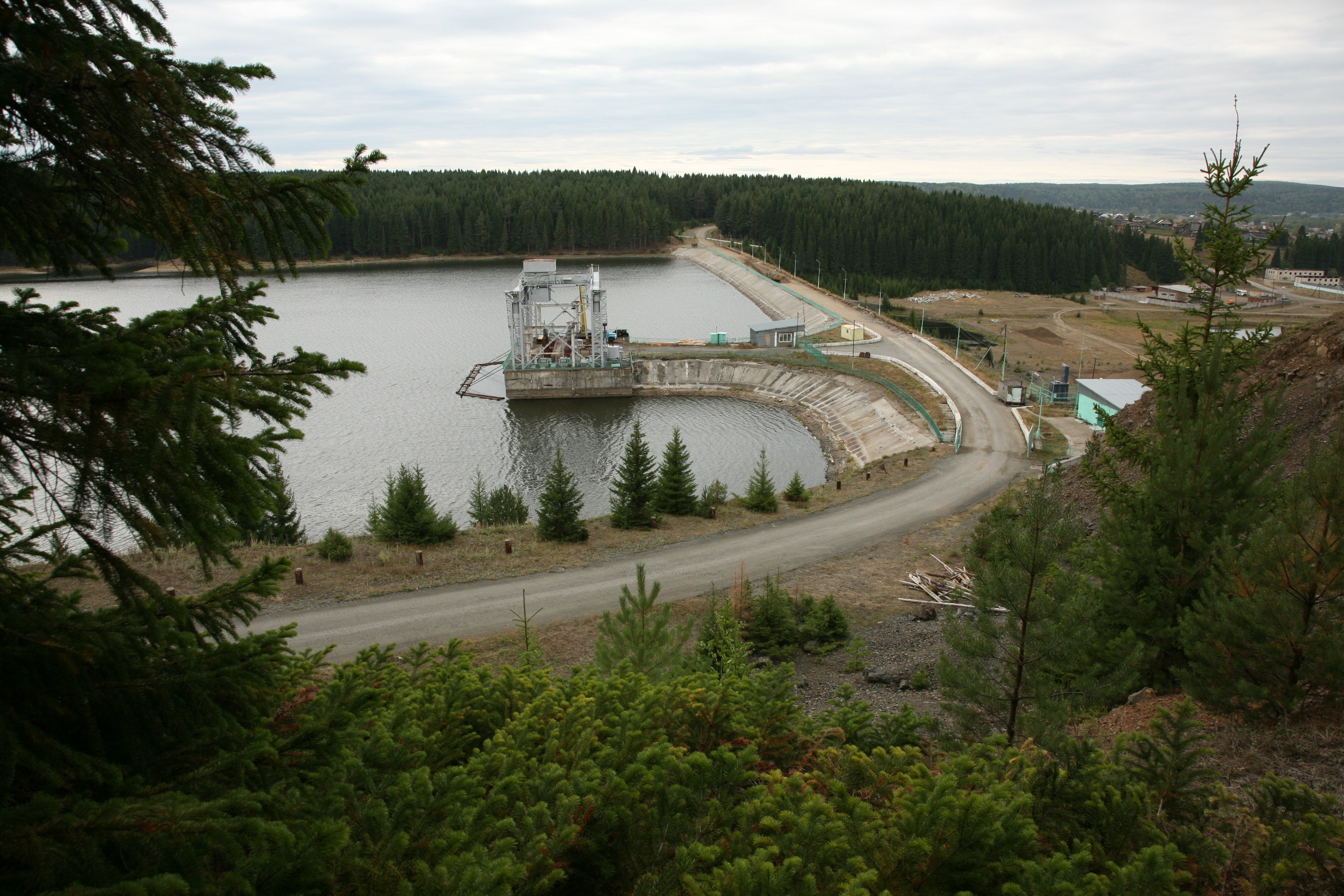
Плотина водохранилища
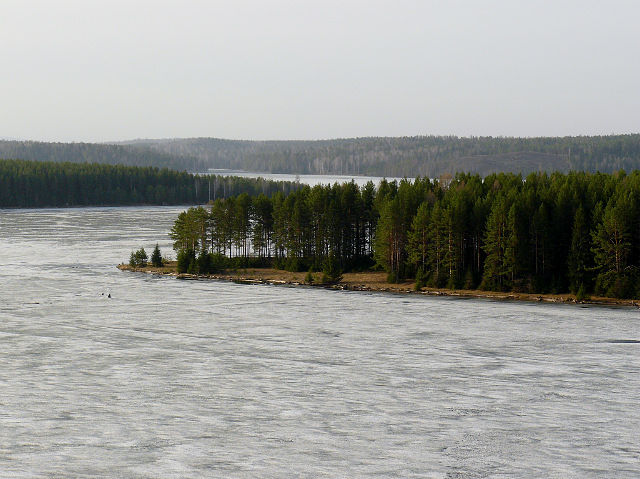
Лёд рано весной на поверхности водохранилища